# Happy hour
Pour les articles homonymes, voir Happy hour (homonymie).

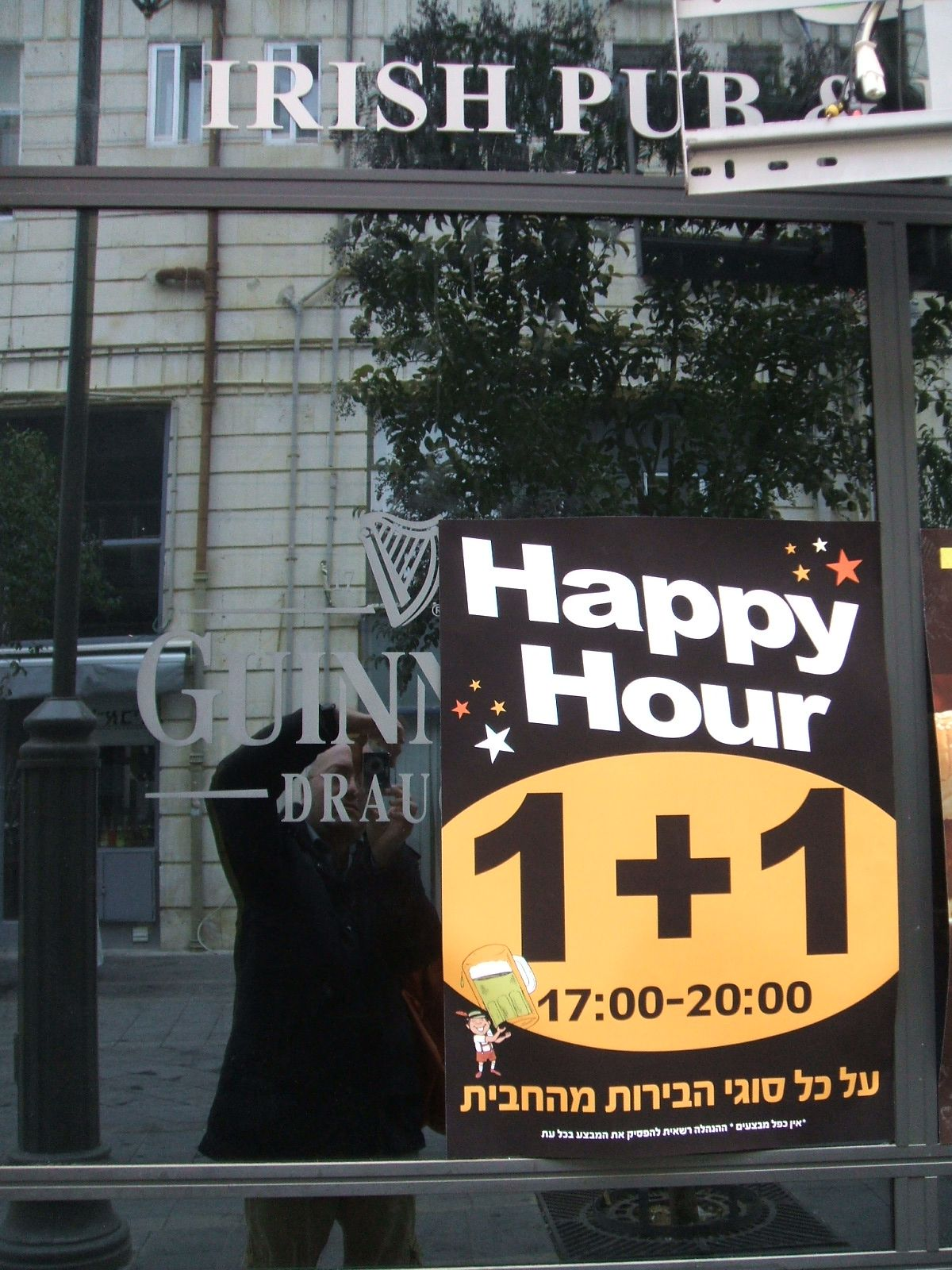
Happy hour.

L’happy hour, emprunt à l'anglais américain signifiant littéralement « heure de griserie », parfois traduit par la bonne heure, l'heure de l'apéritif, le cinq à sept, est une période d'une ou de plusieurs heures au cours de laquelle un débit de boisson propose des boissons, en particulier alcoolisées, à des tarifs plus avantageux que d'ordinaire. La tarification de l'happy hour s'applique au moment où l'on commande une boisson, et non au moment de la payer.
Le moment de la journée choisi est généralement celui où l'établissement est le moins fréquenté, pour tenter d'attirer la clientèle ; soit le plus souvent en fin d'après-midi (après le travail) et/ou en début de soirée (avant le dîner), du lundi au jeudi. L'action promotionnelle consiste généralement à offrir une seconde boisson identique pour chaque boisson achetée.

## Origines
L'expression trouve son origine au sein de l'US Navy, la marine des États-Unis, où elle était utilisée dans les années 1920 pour désigner de manière argotique l'heure quotidienne de quartier libre.
L'idée de s'alcooliser avant le dîner vient de l'époque de la Prohibition, toujours aux États-Unis, quand le XVIIIe amendement de la Constitution puis le Volstead Act furent adoptés pour interdire la consommation d'alcool. Les citoyens américains ont alors commencé à servir de l'alcool lors de cocktail hours organisées à leur domicile ou dans des speakeasies (des établissements clandestins), avant d'aller dîner au restaurant où l'alcool leur était interdit. Après la Prohibition, certains cafés ont perpétué cette habitude de boire avant le dîner. 
En 1959, le Saturday Evening Post publie un article décrivant la vie militaire, dans lequel il est notamment fait état de cette pratique, ce qui a contribué à populariser l'expression auprès des civils.
Avec le temps, l'happy hour est devenue un rituel de décompression après une journée de travail, entre collègues.
Il existe sur le Web divers moteurs de recherche spécialisés dans l'indexation des établissements proposant des happy hours dans une ville ou un pays donné.

## Interdictions
Les mesures prises par certaines autorités publiques pour lutter contre l'alcool au volant et sur la voie publique, et contre l'alcoolisme en général, ont conduit à limiter les happy hours. C'est ainsi que dans les années 1980, certains bars ont remplacé la boisson offerte par un hors-d'œuvre, afin de diminuer l'alcoolémie de leurs clients.
Certaines sociétés, telles que Glasgow, l'Irlande, ou l'Oklahoma en 2005, en sont venues à interdire purement et simplement les happy hours, afin de réduire le binge drinking, et ses conséquences sur l'ordre public. De même, en 1984, John A. Wickham, Jr., qui était alors chef d'état-major de l'armée américaine, a aboli les happy hours des établissements situés sur les bases militaires américaines.
En 2008, en France, la Mission interministérielle de lutte contre la drogue et la toxicomanie a envoyé une lettre de convocation aux professionnels de l'alcool, envisageant différentes mesures pour lutter contre les addictions, parmi lesquelles l'interdiction des happy hours.
Mais malgré la controverse, les happy hours existent toujours un peu partout dans le monde.

## Extension
Par extension, certains sites d'hébergement de fichiers comme RapidShare et feu-Megaupload parlent d'happy hours pour désigner les périodes au cours desquelles les internautes ont accès gratuitement à certains services dits Premium, habituellement payants, lorsque la bande passante disponible le permet (pas de Captcha ni de délai d'attente).